# Plateau-Rayleigh-Instabilität
Die Plateau-Rayleigh-Instabilität ist eine durch die Kapillarität getriebene Instabilität eines zylindrischen Körpers, welcher im Verlauf seiner Evolution von selbst in eine Teilchenkette zerfällt. Der Teilchenabstand ist nicht beliebig, sondern überschreitet einen kritischen Wert, dabei wird die freie Energie (Oberflächenspannung) des Systems reduziert (treibende Kraft). Erstmals wurde dieses Phänomen von J. A. F. Plateau beschrieben. Lord Rayleigh veröffentlichte als erster eine umfassende mathematische Ableitung. Obwohl zerfallende Flüssigkeitsstrahlen der bekannteste Anwendungsfall der Plateau-Rayleigh-Instabilität sind, tritt sie auch in nanoskaligen festen Systemen auf (großes Verhältnis zwischen Oberfläche und Volumen).

## Beispiele

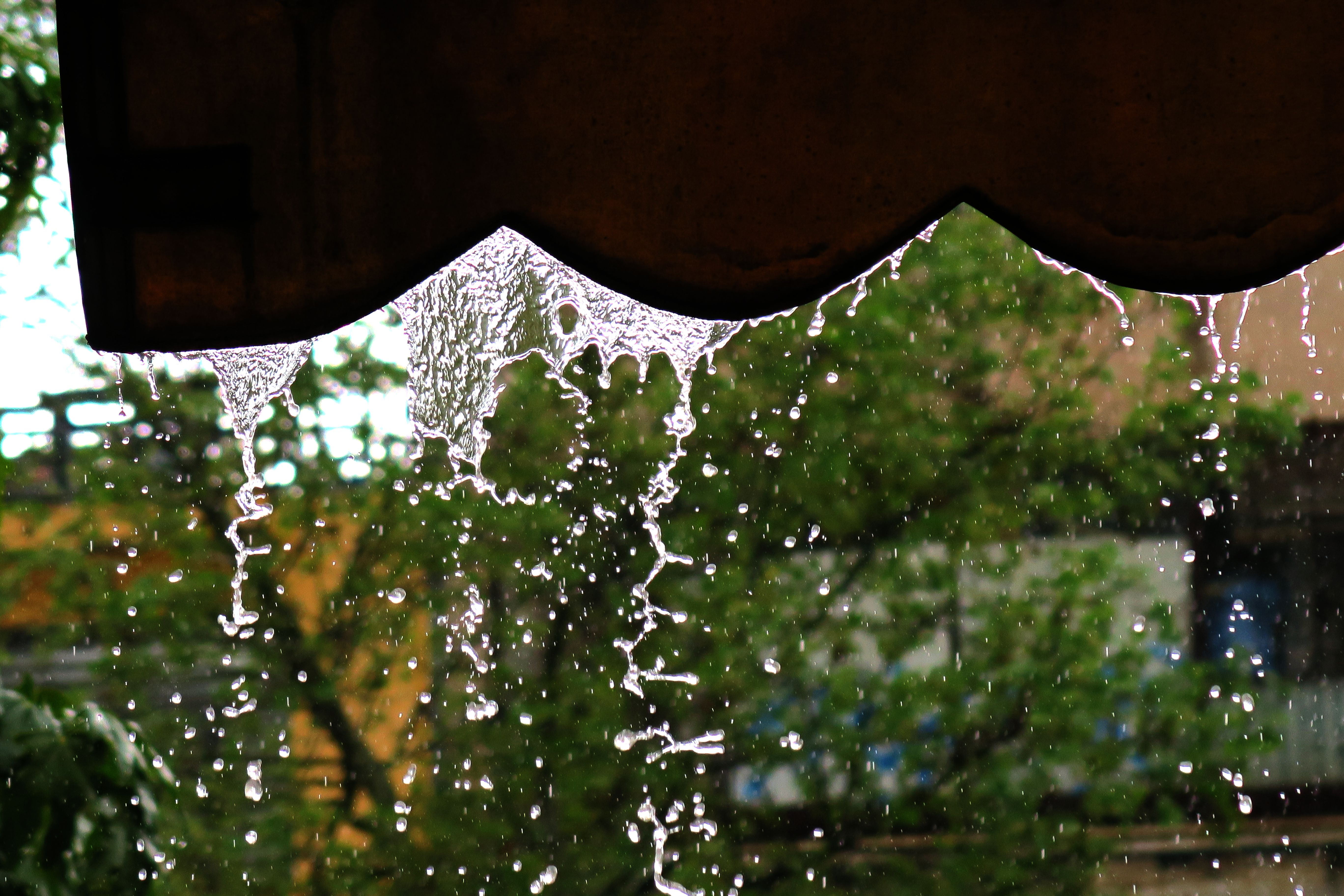
Regenwasserabfluss von einem Vordach. Zu den Kräften, die die Tropfenbildung bestimmen, gehören: Plateau-Rayleigh-Instabilität, Oberflächenspannung, Kohäsion, Van-der-Waals-Kraft.

### Wasser, das aus einem Wasserhahn tropft

Wassertropfen aus einem Wasserhahn

Ein Sonderfall ist die Bildung von kleinen Tropfen, wenn Wasser aus einem Wasserhahn tropft.  Wenn sich ein Segment des Wassers vom Wasserhahn zu lösen beginnt, bildet sich ein Hals, der sich dann dehnt. Wenn der Durchmesser des Wasserhahns groß genug ist, wird der Hals nicht wieder angesaugt, sondern unterliegt einer Plateau-Rayleigh-Instabilität und zerfällt in einen kleinen Tropfen.

### Miktion
Ein weiteres alltägliches Beispiel für Plateau-Rayleigh-Instabilität tritt beim Urinieren auf, insbesondere beim stehenden Urinieren von Männern. Der Urinstrahl erfährt nach etwa 15 cm (6 Zoll) eine Instabilität, die sich in Tröpfchen auflöst, was beim Aufprall auf eine Oberfläche ein erhebliches Zurückspritzen verursacht. Trifft der Urinstrahl dagegen auf eine Oberfläche, während er sich noch in einem stabilen Zustand befindet – z. B. durch direktes Urinieren gegen ein Urinal oder eine Wand – wird das Zurückspritzen fast vollständig verhindert.

### Tintenstrahldruck
Kontinuierliche Tintenstrahldrucker (im Gegensatz zu Drop-on-Demand-Tintenstrahldruckern) erzeugen einen zylindrischen Tintenstrahl, der vor dem Einfärben des Druckerpapiers in Tröpfchen zerfällt. Indem sie die Größe der Tröpfchen mit Hilfe von einstellbaren Temperatur- oder Druckstörungen anpassen und der Tinte eine elektrische Ladung verleihen, lenken Tintenstrahldrucker den Tröpfchenstrom mit Hilfe der Elektrostatik, um bestimmte Muster auf dem Druckerpapier zu bilden.